# مغان‌لی (بردع)
مغان‌لی (به لاتین: Muğanlı) یک منطقه مسکونی در جمهوری آذربایجان است که در شهرستان بردع واقع شده است. مغان‌لی ۶۲۱ نفر جمعیت دارد.